# محمد الرويحي
محمد الرويحي (مواليد 30 سبتمبر 1985) لاعب كرة قدم إماراتي يجيد اللعب كحارس مرمى مع نادي دبا في دوري الخليج العربي الإماراتي.
كانت بداياته مع دبا وانتقل إلى نادي الفجيرة عام 2014 وعاد إلى دبا عام 2016.

## روابط خارجية
- محمد الرويحي على موقع قاعدة بيانات كرة القدم.إي يو (الإنجليزية)
- محمد الرويحي على موقع Soccerway.com (الإنجليزية)